# Pápaszemes bagoly
A pápaszemes bagoly (Pulsatrix perspicillata) a madarak osztályának bagolyalakúak (Strigiformes) rendjébe és a bagolyfélék (Strigidae) családjába tartozó faj.
Neve jellegzetes arcmintájára utal.

## Előfordulása
Mexikótól Közép-Amerikán keresztül Argentínáig honos. Sűrű őserdők és folyó menti ligeterdők lakója. Főleg a párás síkvidéki erdőket kedveli, de hegyvidéki területeken is előfordul, egészen 1700 méteres tengerszint feletti magasságig.

## Alfajai
- Pulsatrix perspicillata perspicillata
- Pulsatrix perspicillata boliviana
- Pulsatrix perspicillata chapmani Griscom, 1932
- Pulsatrix perspicillata pulsatrix
- Pulsatrix perspicillata saturata Ridgway, 1914
- Pulsatrix perspicillata trinitatis Bangs & Penard, 1918

## Megjelenése
Testhossza 43-46 centiméter, a hím testtömege 450-680 gramm, a tojóé 680-900 gramm.

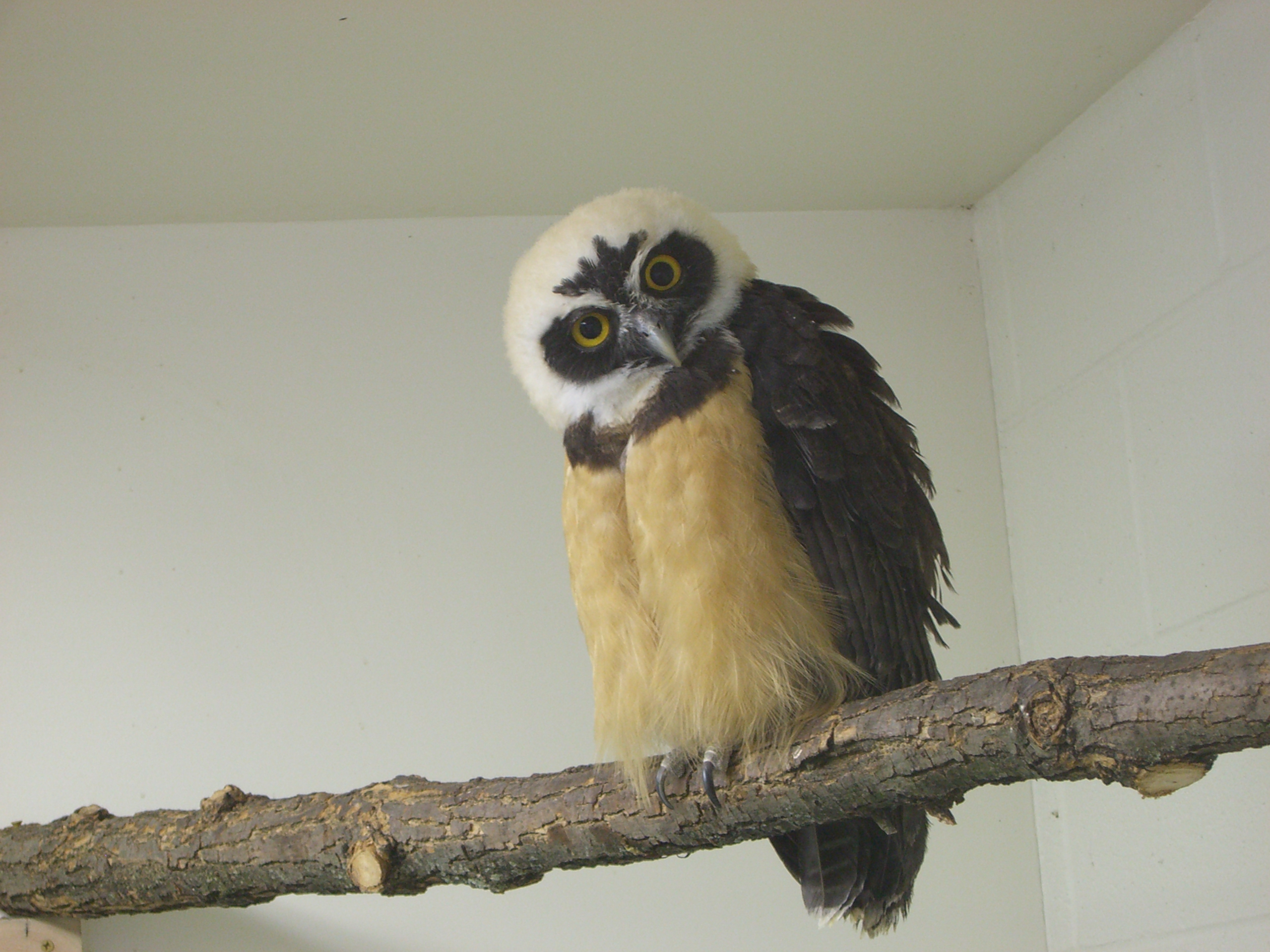
Fiatal pápaszemes bagoly

## Életmódja
Ideje java részét a folyópartokon tölti, ahol a szárazföldre kimászó rákokra vadászik, de rovarokat, békákat, kis madarakat és emlősöket is elfogyaszt.

## Szaporodása
Nagyobb faodvakban fészkel. A tojó két tojást rak, és egyedül kotlik rajtuk 28 napig, miközben párja a táplálékot hordja neki. Kikelés után az első 10 napban a hím táplálja a fiókákat. A fiatal madarak 35 napos korukban elhagyják a fészket, de a közeli ágakon maradnak, és szüleik továbbra is etetik őket.